# Daína Chaviano

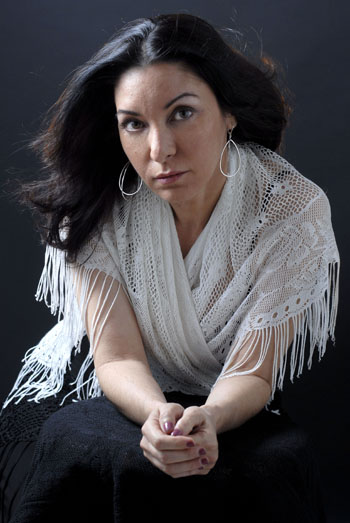
Daína Chaviano

Daína Chaviano (geboren in Havana, 1957) is een Cubaanse schrijfster.

## Leven en werk
Chaviano ontving haar eerste literaire prijs nog tijdens haar studie aan de Universiteit van Havana, waar ze afstudeerde in de Engelse Letterkunde. Ze publiceerde diverse sciencefiction- en fantasyboeken, waarmee ze in dat genre de bekendste en best verkochte auteur van Cuba werd. Ze werd eveneens bekend als schrijfster van literair werk. Zowel haar SF- en fantasyboeken als haar literaire werk werden veelvuldig bekroond.
In haar literaire werk vermengt Chaviano thema’s als mythologie, erotiek, geschiedenis, sociologie, politiek en magie in een unieke persoonlijke stijl, die gekenmerkt wordt door poëtische en gevoelige beelden.
Tot haar belangrijkste werken behoort de cyclus ‘Occult Havana’, die bestaat uit de romans El hombre, la hembra y el hambre (De man, de vrouw en de honger)(bekroond met de Premio Azorín de Novela 1998), Casa de juegos (Het huis van de spelen), Gata encerrada (De kat in de kooi) en La isla de los amores infinitos (Het eiland van de oneindige liefdes), dat verscheen in 2007 in Nederlandse vertaling bij Uitgeverij Wereldbibliotheek (vertaald door Brigitte Coopmans).
Het eiland van de oneindige liefdes werd op de Florida Book Award 2006 bekroond met de Gouden Medaille en is inmiddels vertaald in 25 talen, waarmee het de meest vertaalde Cubaanse roman in de geschiedenis is.
Sinds 1991 woont Daína Chaviano in de Verenigde Staten.